# Willendorf

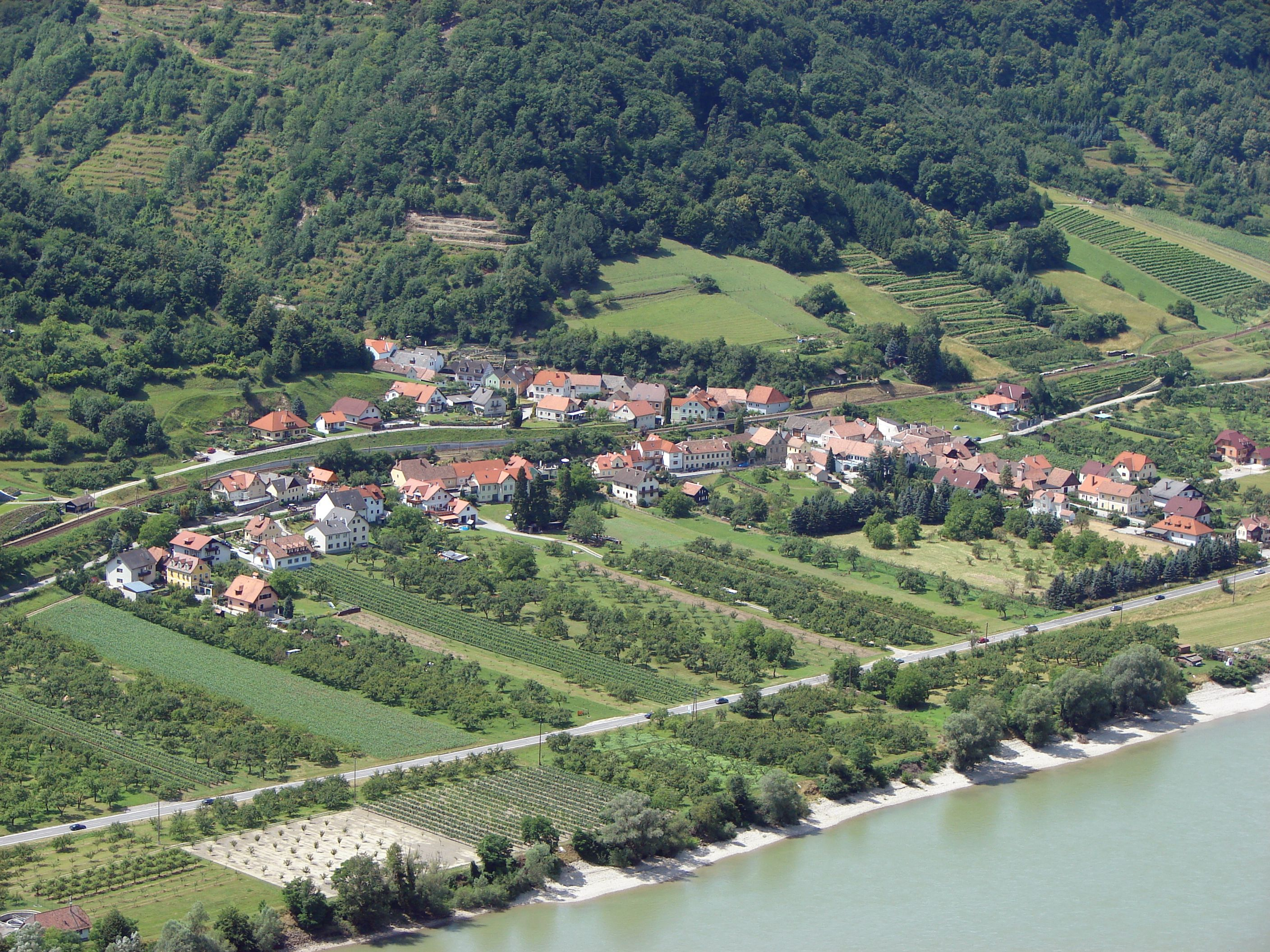
Vista de Willendorf.

Willendorf, também conhecida como "Willendorf in der Wachau", é uma aldeia de Wachau, Baixa Áustria, no Distrito de Krems-Land, situada 209 m acima do nível do mar, na margem esquerda do Rio Danúbio. O local é uma Katastralgemeinde da comunidade política de Aggsbach.
A aldeia é também famosa por ser o local onde foi encontrada a Vênus de Willendorf.